# San Miguel (Nowy Meksyk)
San Miguel – jednostka osadnicza w Stanach Zjednoczonych, w stanie Nowy Meksyk, w hrabstwie Doña Ana.